# Jean-Francois Jenewein
Jean-Francois Jenewein (* 3. Oktober 1945 in der Schweiz; † 4. September 2002 in Scheibbs, Österreich) war ein schweizerisch-österreichischer Jurist, Unternehmer und Unternehmensberater. Er galt als österreichischer Doyen der Personalberatung.

## Leben
Als Sohn eines Diplomaten, der früh verstorben war, studierte Jenewein nach der Matura Rechtswissenschaften an der Universität Wien. Dieses Studium schloss er 1970 mit dem Doktorat ab, danach studierte er an der Wirtschaftsuniversität Betriebswirtschaftslehre und Betriebspsychologie. 1971 trat er in das Österreichische Zentrum für Produktivität und Wirtschaftlichkeit (ÖPWZ) ein, wo er Leiter von betriebswirtschaftlichen Projekten war und Seminare über Revision, Controlling, Personal und EDV hielt. 1975 wechselte er zur Österreichischen Gesellschaft für betriebliche Ausbildung (ÖGA), wo er Geschäftsführer mit Schwerpunkt Managementinnovation, -ausbildung und strategische Unternehmensplanung war. Seit 1977 war er selbständiger Unternehmensberater, Inhaber der Managementberatung Dr. J. F. Jenewein mit Filialen in Wien, Scheibbs, Linz, Budapest, Bratislava, Prag, Warschau, Sofia, Bukarest, Laibach, Zagreb und Moskau.
Seit 1974 war Jenewein Vortragender auf zahlreichen Akademien, Universitäten und Ausbildungsstätten. Die Konzeption und der Aufbau eines Institutes für strategisches Agrarmarketing in Niederösterreich (niederösterreichische Landesregierung) erfolgten 1987. Von 1989 bis 1993 erfolgte die personal- und organisationsstrategische Beratung der niederösterreichischen Landesregierung bei der Konzeption für die neue Landeshauptstadt St. Pölten. Weiters war er Initiator und Konzeptionist des EU Postgraduate Studiums (EURAS) in der Donauuniversität in Krems (bereits zum fünften Mal durchgeführt). 1993 beriet er für ein Jahr den slowakischen Wirtschaftsminister bei Privatisierungs- und Rationalisierungsprojekten der staatlichen Betriebe. 1995 führte er die Gründung einer EU-Ausbildungsakademie in Österreich durch. 1996 erfolgte die strategische und organisatorische Beratung des Umweltministeriums und beratende Begleitung bei der Neustrukturierung dieses Ministeriums inklusive Ausbildungskonzeptionen. Seit 1997 betrieb er strategische Beratung des Wirtschaftsministeriums für den Bereich Bundeshochbau (2400 Mitarbeiter) inklusive Personal- und Ausbildungskonzeptionen. Jenewein war außerdem geschäftsführender Gesellschafter der Rado-Plan GmbH Wien-München, Präsident der Vereinigung österreichischer Unternehmensberater und gerichtlich beeideter Sachverständiger für Unternehmens- und Personalberatung.
Er war der Pionier der EU-Beratung und hat gemeinsam mit seiner Gattin Rita als einer der ersten 1989 begonnen, eigene Geschäftsstellen in Zentral- und Osteuropa zu etablieren. Durch den Einstieg im Jahr 2000 in die weltweit führende Executive-Search-Gruppe Amrop-Hever wurde die internationale Beratungskompetenz wesentlich ausgebaut.
Der Architekt Hans Hollein war sein Schwager, Jenewein litt unter Krebs und ist unverschuldet bei einem Autounfall bei Scheibbs ums Leben gekommen. Er war langjähriger Eigentümer des Steghof in Scheibbs, wo er mit seiner Familie auch wohnte und seine Personalberatung einen Sitz hatte.

## Ehrungen
- 1993 Erster Träger der Europapreismedaille der Wirtschaftskammer Österreich
- 1995 Goldene Ehrenmedaille für EU-Aktivitäten vom Europäischen Parlament in Brüssel
- Goldenes Ehrenzeichen für Verdienste um die Republik Österreich, für vorbildhafte Beratung